# Línia 80 CFL

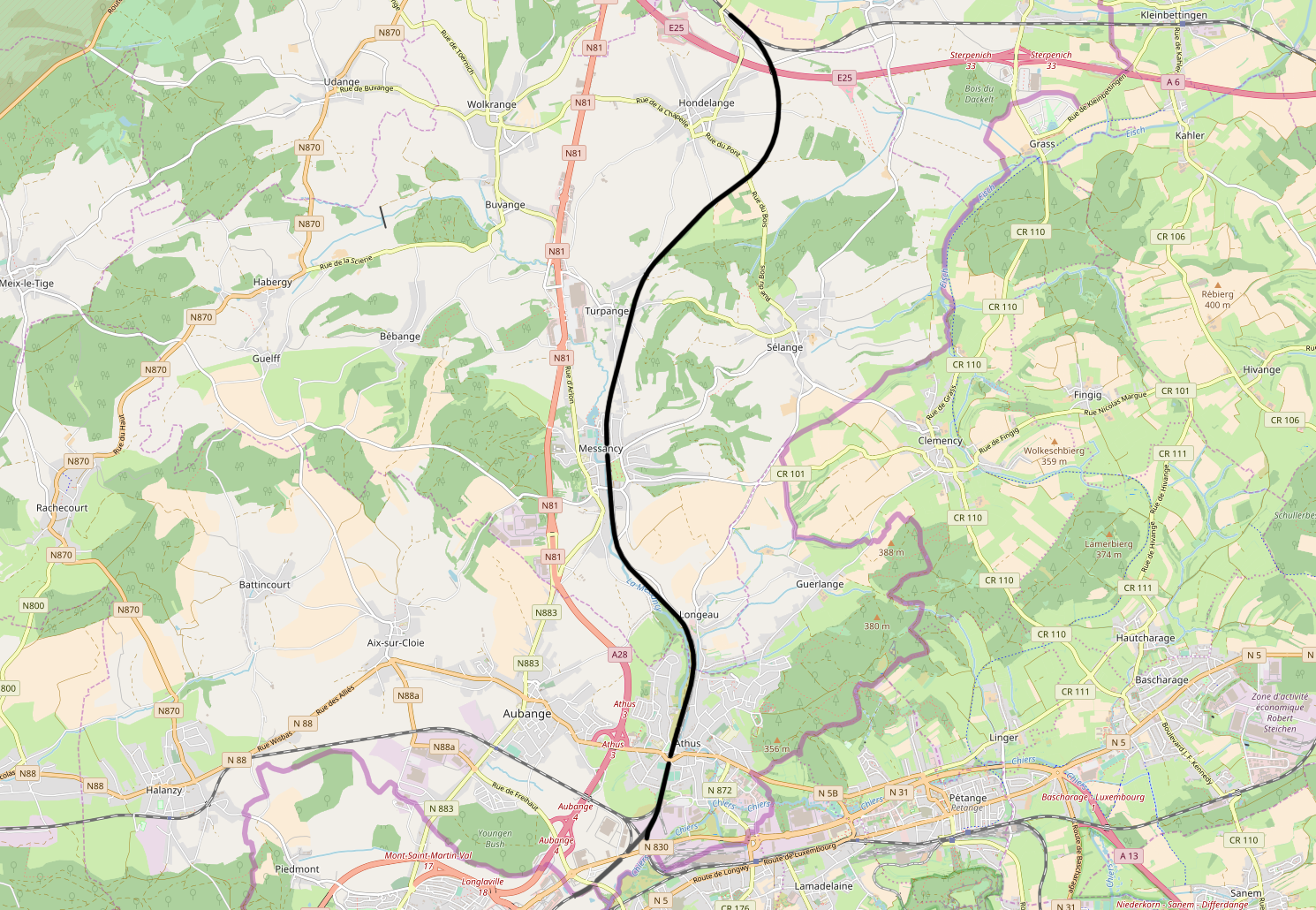
Línia 167 d'Autelbas a Athus i a la frontera francesa a Longwy.

La Línia 80 CFL és una línia ferroviària luxemburguesa que connecta la Rodange amb Bèlgica. La línia se designa Chemins de Fer Luxembourgeois i està operada principalment per NMBS/SNCB.
Els serveis se superposen amb els designats per la Línia 70 CFL. Al costat belga de la frontera les rutes es numeren en la sèrie de NMBS/SNCB.
- Línia 165 - Libramont - Virton - I Aubange - Athus
- Línia 165/1 - Y Aubange - Frontera RFNL (Rodange)
- Línia 167 - (Arlon) - Y. Autelbas - Athus - Frontera RFNL (Rodange)

Durant la dècada de 2010, l'antiga línia 80 s'ha fusionat amb la Línia 70 CFL per tal de fer servei a la línia de nova creació entre Thionville i Longwy a través d'Esch-sur-Alzette. Les rutes estan electrificades a 25kV fent servir catenària NMBS cf/ normal de catenària a 3 kV corrent continu de SNCB. Això fa requerir a NMBS/SNCB utilitzar unitats de Classe 41xx DMU.

## Estacions
- Arlon (Bèlgica)
- Athus (Bèlgica)
- Estació de trens de Rodange
- Aubange (Bèlgica)
- Halanzy (Bèlgica)
- Virton (Bèlgica)